# Antonio Corona
Antonio Corona (Foggia, 29 settembre 1933 – Latina, 10 ottobre 1994) è stato un politico italiano, membro della Democrazia Cristiana. Sindaco di Latina dal 1972 al 1980 e poi dal 1983 al 1985, ha ricoperto l'incarico di Presidente della Provincia di Latina dal 1989 al 1991.

## Biografia
Figlio unico, non conobbe mai il padre, morto prima della sua nascita. Nacque a Foggia ma si trasferì in tenera età in Sicilia per poi spostarsi a Latina per lavoro. Si iscrisse alla Democrazia Cristiana, avvicinandosi alla corrente interna di Iniziativa democratica guidata da Amintore Fanfani. Divenne sindaco di Latina nel 1972, restando in carica fino al 1980, venendo poi rieletto nel 1983 fino al 1985. Dal 1989 al 1991 fu presidente della Provincia di Latina.
Coinvolto nelle inchieste di mani pulite agli inizi degli anni novanta, fu arrestato nel 1992 per finanziamento illecito ai partiti. Rilasciato il giorno successivo, trascorse 15 giorni agli arresti domiciliari. Ammalatosi di tumore, morì due anni dopo all'età di 61 anni Sposato, ebbe quattro figli.